# Joint Commission
La Joint Commission (ex Joint Commission on Accreditation of Healthcare Organizations o JCAHO ed ex Joint Commission on Accreditation of Hospitals o JCAH è un'organizzazione no profit statunitense nata nel 1951 che accredita più di 21 000 organizzazioni e programmi di assistenza sanitaria.
Il ramo internazionale accredita servizi medicali in tutto il mondo. 
La maggior parte degli Stati Uniti riconosce l'accreditamento della Joint Commission come condizione per l'ottenimento della licenza per il ricevimento della Medicaid e della Medicare.
La Joint Commission ha sede a Oakbrook Terrace vicino a Chicago.